# 台北市立蘭州国民中学
台北市立蘭州国民中学校（たいぺいしりつみんけんこくみんちゅうがっこう Taipei Municipal Lan Zhou Junior High School）は、台湾台北市にある中学校。

## 沿革
| 年     | 月日   | 事跡 |
| ------ | ------ | ---- |
| 1969年 | 4月1日 | 開校 |
| 1969年 | 8月    |      |